# Guo Quan
Guo Quan (chinesisch 郭泉, Pinyin Guō Quán; * 8. Mai 1968 in Suining, Provinz Jiangsu, Volksrepublik China) ist ein chinesischer Menschenrechtsaktivist. Er gründete die Neue Demokratische Partei Chinas. Guo ist Kader eines Staatseigenen Unternehmens, Sekretär der Kommission für wirtschaftliche Umstrukturierung in Nanjing sowie Kader des Volksgerichtshofs in Nanjing gewesen.
1996 schloss er sein Masterstudium in Soziologie an der Universität Nanjing ab. 1999 promovierte er in Philosophie an der Universität Nanjing. Von 1999 bis 2001 arbeitete er als Post-Doktorand an der Nanjing Normal University.
2001 wurde er Professor und Doktorandberater an der Pädagogischen Universität Nanjing. Guo recherchierte außerdem am Massaker von Nanking Forschungszentrum.
Guo Quan klagte gegen Yahoo und Google, weil sie Seiten mit seinem Namen aus ihren Suchmaschinen entfernt hatten.
Im November 2007 veröffentlichte Professor Guo Quan Offene Briefe an die führenden Politiker der chinesischen Kommunistischen Partei, den damaligen Staatspräsidenten der Volksrepublik China Hu Jintao und den damaligen Vorsitzenden des Nationalen Volkskongresses, des Parlaments der Volksrepublik China, Wu Bangguo. Guo Quan forderte in den Briefen eine demokratische Regierung, die durch Wahlen mit mehreren Parteien bestimmt werden sollte und die den Interessen des Volkes dienen sollte.
Im Mai 2008 wurde berichtet, die chinesische Polizei habe Guo Quan festgenommen, nachdem er das Verhalten der Regierung nach dem Erdbeben in Sichuan 2008 kritisiert hatte. Sein Haus wurde durchsucht und sein Computer konfisziert.
Guo Quans Ehefrau Li Jing sagte Journalisten, Guo sei vorher bereits mehrfach festgenommen worden, aber immer nur für einige Tage. Die Polizisten hätten ihr gesagt, sie solle sich auf eine längere Abwesenheit vorbereiten.
Das P.E.N. American Center setzte sich für ihn ein.
Im November 2008 berichtete die französische Zeitung Cnews, Guo Quan sei erneut festgenommen worden. Seine Ehefrau gab an, er sei der Subversion der staatlichen Gewalt angeklagt, und diese Anklage werde von der chinesischen Polizei üblicherweise eingesetzt, um Dissidenten für Jahre festzusetzen. Am 17. Oktober 2009, berichtete Reuters, er sei zu 10 Jahren Haft verurteilt worden. Er wurde mehrfach als politischer Gefangener bezeichnet.

## Biografie
Guo Quan wurde in einer revolutionären Familie aufgezogen. Verwandte in der Generation seiner Eltern waren alle Mitglieder der Kommunistischen Partei Chinas.

### 1987 bis 2001
Nach dem Abitur ging er in die Berufsfachschule in Nanjing. Danach arbeitete er in einem staatlichen Unternehmen, wurde später Sekretär des Komitees für kommunale Wirtschaftsreformen in Nanjing und dann Redakteur der Zeitschrift Reform & Öffnung. Guo war als Justizbeamter in der Strafabteilung des Mittleren Volksgerichtshofs in Nanjing tätig. Danach machte er seinen Masterabschluss in Rechtswissenschaften und erwarb einen Doktortitel in chinesischer Philosophie. Guo recherchierte auch Literaturtheorie an der Universität Nanjing. Guo war außerordentlicher Professor in der Abteilung für chinesische Sprache und Kultur an der Nanjing-Universität. Weiterhin war er in verschiedenen anderen Posten tätig, wie beispielsweise Leiter des Weiterbildungsbüros, Assistent des Schulpräsidenten und Redaktionsleiter der Zeitschrift der Schule für chinesische Sprache und Kultur sowie Rechercheur am Forschungszentrum für das Massaker von Nanking. Guo trat der Demokratischen Liga Chinas bei, einer der acht staatlich anerkannten „demokratischen“ Parteien.

### 2007
Guo verkündete 2007, dass eine von ihm gegründete Oppositionspartei den neuen Titel „Neue Volkspartei Chinas“ erhielt. Daraufhin wurde er seiner Junior-Professur an der Universität Nanjing enthoben und als Datenverwalter in die Universitätsbibliothek versetzt.

### 2008 bis 2009
Guo Quan gründete 2008 die Neue Demokratische Partei Chinas und forderte von der Kommunistischen Partei Chinas politische Reformen und setzte sich dafür ein, dass die Rechte von entlassenen Militärbeamten geschützt werden. Er kritisierte die Reaktion der Regierung auf das Erdbeben in Sichuan 2008 und veröffentlichte internationale Menschenrechtsverletzungen der Kommunistischen Partei Chinas.
Am 13. November 2008 wurde Guo von der Polizei in Nanjing festgenommen. Polizisten fielen in sein Haus ein, wo Guo und seine Frau regelmäßig „Hauskirchen“-Aktivitäten durchführten. Seine Familie wurde von seiner Verhaftung informiert und dass gegen ihn der Verdacht auf „Anstiftung zur Subversion der Staatsmacht“ vorliegen würde. 2009 wurde Guos Fall in der Prozessliste des kommunalen Mittleren Volksgerichtes Suqian der Provinz Jiangsu eingetragen. Sein Prozess fand im August 2009 statt. Im Oktober 2009 wurde Guo wegen „Untergrabung der Staatsgewalt“ zu zehn Jahren Haft verurteilt.

### Frau und Sohn verlassen China
Im Januar 2012 floh seine Frau Li Jing mit ihrem 12-jährigen Sohn Guo Yi über Indonesien, Singapur und Südkorea in die Vereinigten Staaten. Mit Hilfe von ChinaAid (eine internationale gemeinnützige christliche Menschenrechtsorganisation, die sich für Religionsfreiheit und Rechtsstaatlichkeit in China einsetzt) und einiger Kirchengemeinden in den Vereinigten Staaten konnten die Frau und das Kind von Guo Quan China verlassen. Sie wurden am Flughafen in Los Angeles vom Direktor des ChinaAid-Büros in LA empfangen. Sie wollten an die US-Regierung und internationale Konzerne appellieren, Guos Fall aufmerksam zu verfolgen und dabei zu helfen, dass er freigelassen wird.

## Rechtliche Schritte gegen Yahoo und Google
Anfang 2008 kündigte Universitätsprofessor Guo Quan, der nach der Gründung einer demokratischen Oppositionspartei entlassen worden war, Pläne an, Yahoo (Geschäftsführer Jerry Yang) und Google in den Vereinigten Staaten zu verklagen, weil diese seinen Namen für Suchergebnisse in China blockiert hatten.
Guo Quan, ein Experte für klassische chinesische Literatur und das Massaker von 1937 in Nanjing an chinesischen Zivilisten durch japanische Truppen, gab einen offenen Brief heraus, in dem er sich verpflichtete, eine Klage gegen Google einzureichen, nachdem er entdeckt hatte, dass sein Name bei der Suche nach dem Portal google.cn in China entfernt wurde.
Er erzählte der Tageszeitung The Times, er habe festgestellt, dass die chinesische Yahoo!-Seite auch seinen Namen blockierte, und er plane, gegen beide Unternehmen Klagen einzureichen. Guo sagte: „Seit dem 1. Januar haben mir viele Freunde erzählt, dass Websites mit meinem Namen geschlossen wurden. Sie sagten mir, es sei unmöglich, nach meinen Informationen bei Google und Yahoo! zu suchen.“
Am 28. Februar 2008 berichtete Elinor Mills von dem Magazin Bloomberg Businessweek, dass mehrere Kläger beim Bundesgericht in Oakland, Kalifornien, gegen das Internetportal Yahoo Klage erhoben hätten, da Yahoo den chinesischen Behörden Informationen zur Verfügung gestellt habe, die zur Verhaftung von Li Zhi im Jahr 2003 führten, der etwa die Hälfte einer acht Jahre langen Haftstrafe verbüßen musste.
Sowohl der Ankläger Zheng Cunzhu (Chinesisch: 郑存柱) als auch der Ankläger Guo Quan behaupteten, dass die Geschäftstaktik von Yahoo ihnen persönlichen und finanziellen Schaden zugefügt habe. Zheng Cunzhu behauptete, dass er sein Eigentum in China verlor, als er nicht zurückkehrte, aus Angst, wegen seiner pro-demokratischen Aktivitäten verhaftet zu werden. Guo Quan behauptete, dass er sein Geschäft verlor, als sein Name und der seiner Bekleidungsfirma durch die Suchergebnisse von Yahoo blockiert wurden.
Liste der Ansprüche gegen Yahoo:
- Verletzung des Völkerrechts, einschließlich Folter und längerer Haftstrafen
- unlautere Geschäftspraktiken
- absichtliche Zufügung emotionaler Notlage
- falsche Inhaftierung und Körperverletzung

Im November 2007 hat Yahoo einen außergerichtlichen Vergleich geschlossen, welcher von Familienmitgliedern von zwei anderen Dissidenten eingereicht wurde, die zehn Jahre lange Haftstrafen verbüßen mussten, nachdem Yahoo ihre Kontoinformationen an die chinesische Regierung übergeben hatte. Und „im Januar 2008 schickte Yahoos Geschäftsführer Jerry Yang einen Brief an die US-Außenministerin Condoleezza Rice, in dem er die Regierung aufforderte, die Freilassung von Dissidenten zu sichern, die in China wegen ihrer pro-demokratischen Einstellung inhaftiert sind.“

## Offener Brief und Kritik an Parteiführer und Regierung
Im November 2007 veröffentlichte Professor Guo Quan einen offenen Brief an die damaligen führenden Politiker der Kommunistischen Partei Chinas Hu Jintao und Wu Bangguo, in dem er zu einer „demokratischen Regierung, die den Interessen der einfachen Leute dienen soll“ aufrief.
Guo schrieb auch einen Brief an Hu Jintao, dem damaligen Parteichef, in dem er die chinesische Regierung offen kritisierte. In diesem Brief verurteilte Guo die Regierung, dass sie sich nicht korrekt bei dem Erdbeben in Sichuan 2008 verhalten habe. Aufgrund dieses Schreibens verlor Guo seinen Posten als außerordentlicher Professor an der Universität. Guo ist seit 2001 Mitglied der Chinesischen Demokratischen Liga.
Professor Guo erklärte in einem Interview gegenüber der Epoch Times, dass er im Juli nach langer Überlegung damit begonnen habe, den Brief zu schreiben. In seinem Schreiben fordert Guo die Abschaffung der Einparteiendiktatur und argumentiert, dass das Volk das Recht habe, seine eigene Regierungspartei zu wählen und eine demokratische Regierung durch Mehrparteienwahlen einzusetzen. Er begründete dies: „Als Steuerzahler haben die Menschen das Recht, ihre eigenen Beamten zu wählen ... Regierungsbeamte sind Leute, die vom Volk bezahlt werden, also hat das Volk das Recht, jeden Beamten zu ersetzen, der keine gute Arbeit leistet.“ Guo kritisierte die Erklärung der chinesischen Behörden, dass das chinesische Volk nicht gebildet genug sei, um ein demokratisches System zu haben. Guo wies darauf hin, dass das, was das kommunistische Regime sagt, sich von dem unterscheidet, was es tut. Er meinte: „Wie kann dieses Regime „dem Volk dienen“, wenn es bereits so korrupt ist? Nur wenn die Leute den Stimmzettel wirklich in der Hand halten, kann die regierende Partei ein echter Staatsdiener sein.“

## Polizeiliche Schikanen und Verhaftungen
Guos offene Briefe an Parteichef Hu Jintao, in denen er Mehrparteienwahlen und die Entpolitisierung der Volksbefreiungsarmee forderte, wurden in der Internet-Blogosphäre und den traditionellen Medien breit veröffentlicht. Seitdem hatte die chinesische Cyberpolizei begonnen, seine Blogs zu blockieren.
Guo Quan erzählte im Februar 2008 Jane Macartney von der Zeitung The Times, „dass er festgestellt habe, dass auch die chinesische Yahoo!-Seite seinen Namen blockiert habe und er plane, gegen beide Unternehmen Klagen einzureichen“. Guo erzählte auch, dass viele seiner Freunde ihm gesagt hätten, dass seit dem 1. Januar Websites mit seinem Namen geschlossen worden waren. Sie sagten ihm, es sei unmöglich, bei Google und Yahoo! nach seinen Informationen zu suchen.
Am 21. Mai 2008 berichtete Jonathan Watts von der Zeitung The Guardian: Die chinesische Polizei hat Guo Quan festgenommen, einen politischen Dissidenten, der den Umgang der Regierung mit dem Erdbeben in Sichuan kritisierte. Guo wurde am 17. Mai 2008 von sieben oder acht Polizisten außerhalb seines Hauses festgenommen. Sie durchsuchten sein Haus und beschlagnahmten seinen Computer.
Guos Frau Li Jing erzählte der Reporterin, dass Guo schon oft zuvor, ein paar Tage lang, festgehalten worden war. Jetzt könnte es länger dauern. „Die Polizei sagte mir, ich solle mich psychologisch vorbereiten“, sagte sie.
Das PEN American Center schrieb:
Schriftsteller und ehemaliger Literaturprofessor an der Nanjing-Universität wurde am 13. November 2008 wegen „Verdachts der Untergrabung staatlicher Autorität“ festgenommen. Der Grund für seine Verhaftung ist noch nicht bekannt, wird aber mit seinen Schriften in Verbindung gebracht. Er war im Mai 2008 zehn Tage lang inhaftiert worden, nachdem er sieben Artikel auf chinesischen Webseiten veröffentlicht hatte, die die Notfallmaßnahmen der Regierung zum Erdbeben in Sichuan 2008 und die Sicherheit bestimmter Infrastrukturen kritisierten.
Im November 2008 berichtete cnews, dass Guo Quan in der Stadt Nanjing verhaftet wurde. Nach Aussage seiner Frau lautete die Anklage der Polizei auf „Subversion der Staatsmacht“. Die chinesische Polizei nutzt routinemäßig diese Anklage, um Dissidenten jahrelang zu inhaftieren. Im Oktober 2009 berichtete Reuters, dass er zu 10 Jahren Gefängnis verurteilt wurde. Guo wurde als politischer Gefangener beschrieben.
Als Guo im August 2009 in Suqian for Gericht gestellt wurde, war seine Mutter Gu Xiao, eine bekannte Schriftstellerin, bei der Verhandlung dabei. Sie erklärte gegenüber Sound of Hope, dass sie vor der Anhörung ihren Sohn nicht habe verstehen können, doch nach alldem was sie im Prozess erfuhr, konnte sie ihn dann verstehen. Noch bevor sie den Gerichtssaal verließ, rief sie ihrem Sohn zu: „Du bist großartig mein Kind! Ich bin stolz auf Dich.“ Sie bat die Reporterin ihre Nachricht an alle weiterzuleiten, die sich um Guo sorgen würden.